# Cykeltävlingen Jönköping - Stockholm 1896
Cykeltävlingen Jönköping - Stockholm 1896 genomfördes 4 juli och var den första cykeltävlingen som genomfördes den sträckningen, 45 mil. 
Stockholms allmänna Velocipedklubb arrangerade tävlingen  då klubben hade haft en sammanslagning av två föreningar, Stockholms Velocipedförening & Stockholms Bicycleklubb. De hade tidigare arrangerat ”Mälaren runt” 1892 & 1893 och vill exploatera cykelsporten, då myndigheterna hade varit tillmötesgående med tillstånd valdes Jönköping - Stockholm som distanstävling. 
På tävlingsdagen var det hällregn men ändå hade det samlats runt tusen personer för att se starten för de 12 av 15 föranmälda vid Talavid i Jönköping. Efter den obligatoriska läkarundersökningen gick starten vid tolvtiden och de tävlande startade med tio minuters mellanrum. Bansträckningen var samma som distansritten med häst året innan. Jönköping – Hjo – Tiveden – Askersund – Köping – Hallsberg – Örebro – Stockholm.

## Resultat
1. P. A. Östlund, Stockholm Amatörförening 23 t. 22 m.
2. Helmer Langborg, Stockholm Allmänna Velocipedklubb 23 t. 59m.
3. Josef Svensson, Stockholm 26 t. 57m.
4. Clas Ekström, Göteborgs Velocipedklubb 28 t. 33 m.
5. P. Willmers, Engelholms Sport- och Velocipedklubb 32 t. 21 m.